# Ušće
Ušće es un pueblo ubicado en el municipio de Obrenovac, en Belgrado, Serbia.

## Superficie
Posee una superficie de 21,46 kilómetros cuadrados.

## Demografía
Hasta 2022 la población era de 893 habitantes, con una densidad de población de 41,61 habitantes por kilómetro cuadrado.